# Бологов Юрій Ілліч
Юрій Ілліч Бологов (рос. Юрий Ильич Бологов; нар. 4 березня 1932, Москва, РРФСР — пом. 30 квітня 1990, Москва, РРФСР) — радянський футболіст, нападник.

## Життєпис
Кар'єру футболіста розпочав у «Локомотиві», за який провів 3 матчі в класі «А». Пізніше виступав за колективи класу «Б».
У московському «Локомотиві» виступав разом зі своїм однофамільцем Євгеном Бологова. Окрім цього, вони були вихованцями ДЮСШ Московсько-Ярославського відділення МЗ Москви й згодом поховані на одному Бабушкінському кладовищі в Москві.